# Aron Ralston
Aron Ralston (născut Aron Lee Ralston; n. 27 octombrie 1975, Marion⁠(d), Ohio, SUA) este un călător, alpinist și inginer american. Este cunoscut pentru că a supraviețuit unui accident de canyoneering în sud-estul Utah-ului, în 2003, în timpul căruia și-a amputat propriul său antebraț drept. Un bolovan alungat, care l-a prins în Blue John Canyon. Aron a supraviețuit timp de cinci zile și șapte ore (127 ore). După ce s-a eliberat, a trebuit să-și croiască drumul prin restul canionului, apoi să coboare într-o fațadă de stâncă 20 m, pentru a cere ajutor. Incidentul este documentat în autobiografia lui Ralston Between a Rock and a Hard Place și 127 Hours interpretat de James Franco (regizat de Danny Boyle).

## Accident
Aron a căzut și și-a prins brațul în canion. Pentru a se elibera a trebuit să-și amputeze brațul.